# Euprosopia danielsi
Euprosopia danielsi är en tvåvingeart som beskrevs av Mcalpine 2007. Euprosopia danielsi ingår i släktet Euprosopia och familjen bredmunsflugor. Inga underarter finns listade i Catalogue of Life.